# ناحية سيلاخور (مقاطعة دورود)
ناحية سيلاخور (بالفارسية: بخش سیلاخور شهرستان دورود) هي الناحية تقع في لرستان في إيران. يقدر عدد سكانها بـ 14,896 نسمة .